# 世界普及體操節
世界普及體操節是四年一次的盛大體操活動，有很多國家都參與。每一個國家都會派出運動員到舉辦地點進行普及體操表演。而2007年第十三屆的世界普及體操節就是在奧地利舉行，而第十四屆則會在瑞士舉行。

## 參與國家
| - 澳洲 - 阿爾巴尼亞 - 奧地利 - 比利時 - 巴西 - 加拿大 - 佛得角 - 智利 - 捷克 - 丹麥 | - 埃及 - 愛沙尼亞 - 芬蘭 - 法國 - 德國 - 英國 - 希臘 - 危地馬拉 - 洪都拉斯 - 香港 | - 匈牙利 - 冰島 - 以色列 - 意大利 - 日本 - 南韓 - 科威特 - 拉脫維亞 - 列支敦士登 | - 立陶宛 - 盧森堡 - 墨西哥 - 納米比亞 - 荷蘭 - 尼泊爾 - 新西蘭 - 挪威 - 巴基斯坦 | - 巴拿馬 - 葡萄牙 - 卡塔爾 - 羅馬尼亞 - 俄國 - 斯洛伐克 - 斯洛文尼亞 - 南非 - 西班牙 | - 斯里蘭卡 - 瑞典 - 瑞士 - 泰國 - 特立尼達 - 土耳其 - 美國 - 烏茲別克斯坦 - 委內瑞拉 |

## 外部連結
- 2007年第13屆世界普及體操節官方網站（页面存档备份，存于）